# Ялишев Сергій Олександрович
Сергі́й Олекса́ндрович Ялишев (нар. 1 серпня 1973) — бригадний генерал Збройних сил України.
Станом на 2010 рік — підполковник 831-ї авіаційної бригади тактичної винищувальної авіації (Миргород, Полтавська область).

## Нагороди
19 липня 2014 року — за особисту мужність і героїзм, виявлені у захисті державного суверенітету та територіальної цілісності України, вірність військовій присязі під час російсько-української війни, відзначений — нагороджений орденом Богдана Хмельницького III ступеня.